# Jim Abbott
Pour les articles homonymes, voir Jim Abbott (homme politique) et Abbott.
James Anthony Abbott (né le 19 septembre 1967 à Flint, Michigan, États-Unis) est un ancien lanceur professionnel de baseball.
Il évolue de 1989 à 1996, puis en 1998 et 1999 dans la Ligue majeure de baseball. Abbott est un cas unique dans l'histoire du baseball majeur puisqu'il est né sans main droite. Lanceur gaucher, il plaçait sur son bras droit sans main un gant de baseball pour gaucher, qu'il enfilait rapidement dans la main gauche une fois son tir décoché vers le frappeur, afin d'être prêt à attraper une balle cognée en sa direction.
Malgré ce handicap, Jim Abbott connaît une brillante carrière amateur puis évolue 10 saisons dans le baseball majeur pour les Angels de la Californie, les Yankees de New York, les White Sox de Chicago et les Brewers de Milwaukee.
Il connaît particulièrement de succès chez les Angels avec 18 victoires et une moyenne de points mérités de 2,89 en 243 manches lancées en 1991, ce qui lui vaut une 3e place au vote de fin d'année désignant le gagnant du trophée Cy Young du meilleur lanceur de la Ligue américaine. Il enchaîne avec une saison 1992 où sa moyenne de points mérités se chiffre à 2,77 en 211 manches.
Le 4 septembre 1993, Abbott lance un match sans point ni coup sûr pour les Yankees de New York contre Cleveland,.

## Carrière

### Amateur
Gagnant en 1987 du Golden Spikes Award remis annuellement au meilleur joueur amateur aux États-Unis, Abbott repousse une offre de 50 000 dollars des Blue Jays de Toronto, qui le réclament au 36e tour du repêchage amateur de juin 1985, pour rejoindre les Wolverines de l'université du Michigan. Sa fiche est de 17 victoires et 5 défaites en deux saisons à l'université du Michigan.
En 1987, Abbott est acclamé par les partisans cubains de baseball à La Havane alors qu'il monte sur la butte pour les Américains au début d'un match que l'équipe des États-Unis remporte 8-3 sur l'équipe de Cuba, alors championne du monde. C'est alors la première fois en 27 ans que les Américains battent les Cubains dans un match joué à Cuba.
Abbott est le porte-drapeau des États-Unis aux Jeux panaméricains de 1987 à Indianapolis, où l'équipe américaine de baseball remporte la médaille d'argent, concédant l'or à Cuba.
En 1988, alors que le baseball est un sport de démonstration aux Jeux olympiques de Séoul, Abbott est le lanceur partant du match de finale gagné 5-3 par les États-Unis sur le Japon.

### Ligues majeures de baseball

#### Angels de la Californie
Abbott fait le saut chez les professionnels après avoir été en 1988 le 8e athlète choisi lors du repêchage de la Ligue majeure de baseball. Il est alors réclamé au premier tour par les Angels de la Californie. Il fait ses débuts dans les majeures le 8 avril 1989 et est l'un des rares joueurs à passer directement des rangs amateurs vers la MLB, sans passer par les ligues mineures.
À sa première année dans les majeures en 1989, il effectue 29 départs, remporte 12 victoires et affiche une moyenne de points mérités de 3,92 en 181 manches et un tiers lancées, terminant 5e du vote de fin d'année désignant la recrue de l'année de la Ligue américaine.
Il connaît particulièrement de succès chez les Angels avec 18 victoires et une moyenne de points mérités de 2,89 en 243 manches lancées en 1991, ce qui lui vaut une 3e place au vote de fin d'année désignant le gagnant du trophée Cy Young du meilleur lanceur de la Ligue américaine. Il enchaîne avec une saison 1992 où sa moyenne de points mérités se chiffre à 2,77 en 211 manches.

#### Yankees de New York
Le 6 décembre 1992, les Angels échangent Abbott aux Yankees de New York contre le joueur de premier but J. T. Snow, le lanceur droitier Russ Springer et le lanceur gaucher Jerry Nielsen. Malgré un match sans coup sûr réussi contre Cleveland le 4 septembre 1993, il connaît deux années difficiles à New York. Sa moyenne, sous les 3 points mérités accordés par partie à ses deux saisons précédentes en Californie, passe à 4,37 en 1993 puis à 4,55 en 1994 alors que sa balle rapide diminue en vélocité et que sa balle glissante perd de son mordant. Si George Steinbrenner l'encense au début de la saison 1993, déclarant que Jim Abbott est un héros pour tous les enfants de New York, le propriétaire des Yankees tient ensuite un tout autre discours, suggérant à l'entraînement de printemps de son club un an plus tard que ses efforts philanthropiques auprès des jeunes nuisent à ses performances sur le terrain.
Abbott, qui est représenté par l'agent de joueurs Scott Boras, perçoit un salaire de 2,35 millions de dollars chez les Yankees en 1993, puis 2 775 000 dollars l'année suivante.

#### White Sox de Chicago
Après une certaine confusion causée par la grève du baseball majeur déclenchée en août 1994, le statut d'agent libre est accordé à Abbott. Cependant, les offres n'affluent pas. Les Yankees, notamment, l'ont remplacé dans leur rotation de lanceurs partants par Jack McDowell, acquis des White Sox de Chicago entre les saisons 1994 et 1995, et n'ont pas l'intention de lui proposer un nouveau contrat.
Abbott rejoint justement les White Sox peu après, mais il ne signe un contrat qu'en avril, alors que les camps d'entraînement printaniers sont terminés, et son salaire est de 2 millions de dollars, moins que ce qu'il touchait auparavant.

#### Retour chez les Angels
Il ne complète pas l'année 1995 à Chicago car il retourne à son ancienne équipe, les Angels, par le biais d'un échange survenu avant la date limite des échanges à la fin juillet. En janvier 1996, il signe un nouveau contrat - qu'il ne terminera pas - de 7,8 millions de dollars pour 3 saisons avec les Angels.
Après une saison 1996 catastrophique, où sa moyenne de points mérités se chiffre à 7,48 en 142 manches lancées pour les Angels et où il « mène » la Ligue américaine avec 18 défaites (contre seulement deux victoires), Abbott est libéré par les Angels au camp d'entraînement du printemps 1997, l'équipe acceptant de lui verser les 5,6 millions de dollars qu'ils s'étaient engagés à lui payer. Pour marquer son départ d'Anaheim, il paie une page du Orange County Register dans laquelle il fait publier à l'attention des fans des Angels : « Merci pour les applaudissements, merci pour les insultes, merci pour les souvenirs ».

#### Dernières saisons
Sans contrat et absent du jeu en 1997, il réussit à revenir dans les majeures en 1998 avec les White Sox de Chicago et dispute sa dernière saison en 1999 avec les Brewers de Milwaukee, à l'âge de 31 ans. Même s'il est épargné par les blessures et les maux de bras qui affectent si souvent les lanceurs de baseball, Abbott voit sa carrière piquer du nez à partir de 1993 et 1994, les succès n'étant plus au rendez-vous une fois que sa balle rapide eut perdu en vélocité. En effet, sa balle rapide, chronométrée à 151 km/h à l'université, puis à au moins 150 km/h à son entrée dans les majeures, peine à atteindre les 127 km/h en 1996.

#### Palmarès

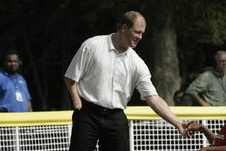
Jim Abbott en 2004.

Jim Abbott dispute 263 matchs sur 10 ans dans les majeures, dont 254 comme lanceur partant. Il a compilé 87 victoires, 108 défaites, 31 matchs complets dont 6 blanchissages, 888 retraits sur des prises et une moyenne de points mérités de 4,25 en 1 674 manches lancées.
Abbott pouvait aussi frapper et a réussi deux coups sûrs dans les majeures. Ses 24 passages au bâton en carrière sont tous survenus en 1999 avec Milwaukee, la seule formation de la Ligue nationale (qui envoie ses lanceurs au bâton, contrairement à la Ligue américaine qui applique la règle du frappeur désigné) pour laquelle il joua. En mars 1991, lors d'un match du camp d'entraînement des Angels, il frappe un triple aux dépens du lanceur Rick Reushel des Giants de San Francisco.
En 1992, il reçoit le prix Tony Conigliaro, remis annuellement pour souligner les efforts d'un joueur ayant surmonté d'importants obstacles et triomphé de l'adversité.

### Après-carrière
Après sa carrière sportive, Abbott, père de deux filles, amorce une seconde carrière de conférencier motivateur. En 2012, Abbott publie chez Ballantine Books son autobiographie (coécrite avec l'auteur Tim Brown) intitulée Imperfect: An Improbable Life (en français : « Imparfait : une vie improbable »).